# Pierre-René Rogue
Pierre-René Rogue (ur. 11 czerwca 1758 w Vannes we Francji, zm. 3 marca 1796) – francuski ksiądz, męczennik z okresu rewolucji francuskiej i błogosławiony Kościoła katolickiego.

## Życiorys
Pierre-René Rogue urodził się 11 czerwca 1758 roku a jego rodzicami byli Claudio Rogue i Francisca Loisea. Po przedwczesnej śmierci ojca jego matka dała mu wykształcenie w wyższej szkole St. Ives, kierowanej przez jezuitów. Po ukończeniu studiów, został wyświęcony na kapłana 21 września 1782 roku i następnego dnia odprawił pierwszą mszę w kościele seminarium. Został mianowany przez biskupa na kapelana Domu Rekolekcji dla kobiet, a 25 października 1786 roku wstąpił do nowicjatu Wincentyńskiego św. Łazarza w Paryżu. 
Był profesorem teologii w seminarium w Vannes.
W czasie rewolucji francuskiej, jak większość księży z jego diecezji, nie złożył przysięgi zgodnie z Konstytucją Cywilną Kleru i w dalszym ciągu wykonywał nielegalnie posługi duszpasterskie.
W wigilię Bożego Narodzenia został wezwany do umierającego. Złapany tuż przed wejściem do domu chorego został zabrany przed Trybunał Rewolucyjny, a następnie uwięziony w jednej z wież więzienia Vannes. Po niesprawiedliwym procesie został wysłany powrotem do więzienia i 3 marca 1796 roku stracony przez ścięcie na gilotynie. Następnego dnia jego ciało zostało pochowane na cmentarzu miejskim. 
10 maja 1934 roku papież Pius XI ogłosił go błogosławionym.